# Oldenlandia ciliicaulis
Oldenlandia ciliicaulis är en måreväxtart som först beskrevs av Friedrich Anton Wilhelm Miquel, och fick sitt nu gällande namn av Carl Ernst Otto Kuntze. Oldenlandia ciliicaulis ingår i släktet Oldenlandia och familjen måreväxter.
Artens utbredningsområde är Små Sundaöarna. Inga underarter finns listade i Catalogue of Life.